# Стеблівка (Рівненський район)
Стеблі́вка (до 1940-х років — Стубло) — село в Україні, у Рівненському районі Рівненської області. Населення становить 610 осіб. Орган місцевого самоврядування — Мізоцька селищна рада.

## Географія
Селом протікає річка Стубазка. Неподалік від села розташований Стеблівський ентомологічний заказник.

## Історія
Назва Стеблівка введена з невідомих міркувань адміністративно у 1946 році. У наш час[коли?] до складу села Стеблівка входить три окремих села — Стубло, Волиця і Замлиння. Кожне з цих сіл має свою багатовікову історію. Назва Стубло походить від назви річки Стубли, яка протікає на околиці села. Стубло також означає — грузьке болото, де трясеться, коливається земля, болотисто-трясовинне місце, заросле травою, очеретом. Перша згадка про Стубло зустрічається у 1583.
У 1906 році село Стубло Мізоцької волості Дубенського повіту Волинської губернії. Відстань від повітового міста 28 верст, від волості 2. Дворів 26, мешканців 139.

## Населення
Згідно з переписом УРСР 1989 року чисельність наявного населення села становила 715 осіб, з яких 336 чоловіків та 379 жінок.
За переписом населення України 2001 року в селі мешкало 597 осіб.

### Мова
Розподіл населення за рідною мовою за даними перепису 2001 року:
| Мова       | Відсоток |
| ---------- | -------- |
| українська | 99,02 %  |
| російська  | 0,82 %   |
| білоруська | 0,16 %   |